# 湯米·亨利奇
湯瑪斯·大衛·亨利奇（英語：Thomas David Henrich，1913年2月20日—2009年12月1日），綽號「關鍵先生」和「老靠山」，為美國職棒大聯盟的右外野手和一壘手。他整個職業生涯都效力於紐約洋基。
亨利奇生涯達成過四次單季至少20轟，兩次拿下三壘安打王。他在世界大賽多次精采的表現也讓許多人印象深刻：1941年世界大賽第四場，他在9局上避免了不死三振，隨後讓洋基攻下4分大局；1947年世界大賽，他的打擊率高達3成23；1949年世界大賽，他在第一場比賽敲出職業生涯的第一發再見全壘打。

## 職業生涯
1934年，亨利奇和印地安人簽約。1937年4月，因為印地安人蓄意私藏亨利奇，因此大聯盟強制將亨利奇變成自由球員，他也隨即和洋基隊簽約。該年他出賽67場比賽，打擊率為3成20，並逐漸取代喬治·塞爾柯克的外野位置。1938年，他的打擊率為2成70，並敲出22轟與91分打點。不過由於洋基陣中人才輩出，亨利奇在球隊中表現再好也很難有穩定的上場機會。1938年世界大賽，總教練安排亨利奇擔任第三棒打者。他在系列賽的打擊率為2成50，並在第4場比賽敲出全壘打。最後洋基也橫掃小熊拿下冠軍，不過1937年和1939年的世界大賽，亨利奇完全沒有上場。

### 破繭而出
1941年，亨利奇擊出個人生涯單季新高的31轟，在美聯僅次於泰德·威廉斯和查理·凱勒。1941年世界大賽第3場，亨利奇在8局上敲出關鍵2分打點的安打，最後幫助洋基以2比1險勝。不過他在季後賽最有名的一幕是該年世界大賽的第4場，當時洋基9局上2出局以3比4落後，亨利奇揮棒落空遭到三振。結果道奇隊捕手Mickey Owen沒接好球，讓亨利奇跑出不死三振。這個打席也讓洋基隊起死回生，最後洋基單局灌進4分逆轉。而亨利奇又在第5場比賽敲出全壘打幫助洋基奪勝，最後洋基4勝1敗拿下世界大賽冠軍。
1942年，亨利奇首次入選明星賽，不過他卻沒在該年的世界大賽出賽。1943年至1945年間，亨利奇因為二戰而加入美軍服役。他在那邊還曾擔任過女子高中籃球隊的教練。1946年，亨利奇重回棒球賽場，打擊率2成51不算太突出，不過他敲出19轟和83分打點，加上87次保送和92次得分都是聯盟前10的數據。1946年球季結束後，隨著比爾·狄奇退休加上喬·高登被交易到印地安人，亨利奇也擔任起球隊的進攻要角。1947年，他的打擊率為2成87，並敲出16轟與98分打點。這年的世界大賽，亨利奇在第一場比賽敲安建功，又在第二場比賽敲出全壘打。而他還在第七場比賽平手滿壘時送回致勝分，幫助洋基再次拿下世界大賽冠軍。

### 生涯巔峰
1948年可以說是亨利奇的生涯年，該年他的打擊率為3成08，並敲出25轟與100分打點。而他這年還敲出4支滿貫全壘打，他也在MVP票選中拿下第6名。1949年，他敲出了26支全壘打，長打率5成26。他再次於MVP票選中拿下第6名。
1949年世界大賽，亨利奇在第一場比賽敲出再見全壘打，洋基1比0獲勝。這也是世界大賽的第一支再見全壘打。第5場比賽，亨利奇在比賽中回壘得了2分，最後洋基又拿下世界大賽冠軍。1947年至1950年間，亨利奇每年都有入選明星賽。

### 告別賽場
1950年，亨利奇的打擊率為2成72，並敲出6轟與34分打點。他也在這年球季結束後宣布退休。總計他的生涯打擊率為2成82、1297支安打、183轟、901次得分與795分打點。退休後他也曾在洋基(1951年)、巨人(1957年)和老虎隊(1957-1959年)擔任過教練。1965年，他擔任美國廣播公司ABC的大聯盟球評。
1950年代初，亨利奇曾在電視台擔任過節目主持人。1954年1月開始，他開始在假日於ABC電視台上播出主持節目。

## 晚年
1987年，亨利奇獲得洋基的驕傲獎。
2009年12月1日，高齡96歲的亨利奇因中風去世。他是1941年洋基奪冠名單中最後一位去世的球員，也是盧·賈里格的歷代隊友中，最後一位去世的人。

### 生涯打擊數據
| 出賽場次 | 打席 | 打數 | 得分 | 安打 | 二安 | 三安 | 全壘打 | 打點 | 盜壘 | 保送 | 三振 | 打擊率 | 上壘率 | 長打率 | 觸身球 | 守備率 |
| -------- | ---- | ---- | ---- | ---- | ---- | ---- | ------ | ---- | ---- | ---- | ---- | ------ | ------ | ------ | ------ | ------ |
| 1284     | 5411 | 4603 | 901  | 1297 | 269  | 73   | 183    | 795  | 37   | 712  | 383  | .282   | .382   | .491   | 34     | .985   |

## 外部連結
- 球員資訊和成績在MLB，ESPN，Baseball-Reference，Fangraphs（英文）